# Associazione Calcio Mantova 1931-1932
Questa pagina raccoglie i dati riguardanti l'Associazione Calcio Mantova nelle competizioni ufficiali della stagione 1931-1932.

## Stagione
Il Mantova, guidato dal nuovo Presidente Lauro Giuliani, ottiene il terzo posto nel girone A della Prima Divisione, beffato per un solo punto dal Grion Pola nella corsa alla finali per la promozione. 
Da segnalare un prestigioso 2-2 nel pre-campionato contro la Juventus.

## Rosa
| N. |                      | Ruolo | Calciatore          |
| -- | -------------------- | ----- | ------------------- |
|    | Italia (bandiera)    | P     | Ennio Vaini         |
|    | Italia (bandiera)    | D     | Mortini             |
|    | Italia (bandiera)    | D     | Arcangelo Rubini    |
|    | Italia (bandiera)    | C     | Pietro Menegazzi    |
|    | Italia (bandiera)    | D     | Pietro Negri        |
|    | Italia (bandiera)    | D     | Guido Bonazzi       |
|    | Italia (bandiera)    | C     | Giorgio Agostinelli |
|    | Italia (bandiera)    | C     | Napoleone Moretti   |
|    | Argentina (bandiera) | A     | Riziero Vallari     |
|    | Italia (bandiera)    | C     | Enrico Lazzarini    |
|    | Italia (bandiera)    | A     | Eligio Vecchi       |

| N. |                   | Ruolo | Calciatore       |
| -- | ----------------- | ----- | ---------------- |
|    | Italia (bandiera) | P     | Gionco           |
|    | Italia (bandiera) | P     | Giuseppe Nicolai |
|    | Italia (bandiera) | D     | Sansoni          |
|    | Italia (bandiera) | D     | Lanzoni          |
|    | Italia (bandiera) | D     | Bottani          |
|    | Italia (bandiera) | D     | Antonio Micheli  |
|    | Italia (bandiera) | A     | Carlo Barbieri   |
|    | Italia (bandiera) | C     | Enzo Artioli     |
|    | Italia (bandiera) | A     | Bruno Croci      |
|    | Italia (bandiera) | A     | Dara             |
|    | Italia (bandiera) | D     | Enghel Barbieri  |

## Risultati

### Prima Divisione

#### Girone d'andata
| Mantova 4 ottobre 1931 1ª giornata                                                             | Mantova   | 5 – 1       | Mirandolese | Stadio Benito Mussolini |
| \| \| \| \| \| Dara 6’ Vallari 11’ Croci 80’ Lazzarini 75’, 87’ \| Marcatori \| 50’ Lolli I \| |           |             |             |                         |
|                                                                                                |           |             |             |                         |
| Dara 6’ Vallari 11’ Croci 80’ Lazzarini 75’, 87’                                               | Marcatori | 50’ Lolli I |             |                         |

| Mestre 11 ottobre 1931 2ª giornata                                 | Mestrina  | 1 – 2                  | Mantova | Stadio Francesco Baracca |
| \| \| \| \| \| Briggi 1’ \| Marcatori \| 18’ Vecchi 55’ Vallari \| |           |                        |         |                          |
|                                                                    |           |                        |         |                          |
| Briggi 1’                                                          | Marcatori | 18’ Vecchi 55’ Vallari |         |                          |

| Mantova 18 ottobre 1931 3ª giornata             | Mantova   | 2 – 0 | Schio | Stadio Settimio Leoni |
| \| \| \| \| \| Croci 7’, 31’ \| Marcatori \| \| |           |       |       |                       |
|                                                 |           |       |       |                       |
| Croci 7’, 31’                                   | Marcatori |       |       |                       |

| 25 ottobre 1931 4ª giornata |  | – Riposo |  |  |

| Arbitro: | Piccoli (Bologna) |

|               |           |  |
| Turchetti 30’ | Marcatori |  |

| Arbitro: | Pavanello (Venezia) |

|                        |           |                                     |
| Dara 24’ Lazzarini 62’ | Marcatori | 9’ Calzolari 66’ Villotti 87’ Braga |

| Lonigo 22 novembre 1931 7ª giornata                         | Lonigo    | 2 – 1      | Mantova |  |
| \| \| \| \| \| 60’ 86’ (rig.) \| Marcatori \| 25’ Vecchi \| |           |            |         |  |
|                                                             |           |            |         |  |
| 60’ 86’ (rig.)                                              | Marcatori | 25’ Vecchi |         |  |

| Mantova 29 novembre 1931 8ª giornata                                    | Mantova   | 3 – 0 | Dolo | Stadio Settimio Leoni |
| \| \| \| \| \| Vallari 30’ Lazzarini 66’ Moretti 88’ \| Marcatori \| \| |           |       |      |                       |
|                                                                         |           |       |      |                       |
| Vallari 30’ Lazzarini 66’ Moretti 88’                                   | Marcatori |       |      |                       |

| Fiume 6 dicembre 1931 9ª giornata | Fiumana   | 2 – 0 | Mantova | Stadio del Littorio |
| \| \| \| \| \| \| Marcatori \| \| |           |       |         |                     |
|                                   |           |       |         |                     |
| Gol · Gol                         | Marcatori |       |         |                     |

| Mantova 20 dicembre 1931 10ª giornata                  | Mantova   | 2 – 0 | Thiene | Stadio Settimio Leoni |
| \| \| \| \| \| Croci 30’ Vecchi 81’ \| Marcatori \| \| |           |       |        |                       |
|                                                        |           |       |        |                       |
| Croci 30’ Vecchi 81’                                   | Marcatori |       |        |                       |

| Treviso 27 dicembre 1931 11ª giornata                           | Treviso   | 3 – 1      | Mantova | Stadio Comunale |
| \| \| \| \| \| 44’ (rig.) 50’ 89’ \| Marcatori \| 5’ Vallari \| |           |            |         |                 |
|                                                                 |           |            |         |                 |
| 44’ (rig.) 50’ 89’                                              | Marcatori | 5’ Vallari |         |                 |

| Pola 3 gennaio 1932 12ª giornata      | Grion Pola | 1 – 0 | Mantova | Stadio del Littorio |
| \| \| \| \| \| 17’ \| Marcatori \| \| |            |       |         |                     |
|                                       |            |       |         |                     |
| 17’                                   | Marcatori  |       |         |                     |

| Mantova 10 gennaio 1932 13ª giornata                                        | Mantova   | 4 – 0 | Ponziana | Stadio Settimio Leoni |
| \| \| \| \| \| Moretti 9’ Lazzarini 55’ Vallari 59’, 80’ \| Marcatori \| \| |           |       |          |                       |
|                                                                             |           |       |          |                       |
| Moretti 9’ Lazzarini 55’ Vallari 59’, 80’                                   | Marcatori |       |          |                       |

| Arbitro: | Mazzini (Bologna) |

|              |           |             |
| Wilfling 39’ | Marcatori | 59’ Vallari |

| Mantova 24 gennaio 1932 15ª giornata                                                  | Mantova   | 3 – 1     | Vicenza | Stadio Settimio Leoni |
| \| \| \| \| \| Vallari 32’ Lazzarini 35’ Agostinelli 68’ \| Marcatori \| 60’ Sorio \| |           |           |         |                       |
|                                                                                       |           |           |         |                       |
| Vallari 32’ Lazzarini 35’ Agostinelli 68’                                             | Marcatori | 60’ Sorio |         |                       |

#### Girone di ritorno
| Mirandola 31 gennaio 1932 16ª giornata                                                | Mirandolese | 1 – 3                                  | Mantova | Campo Sportivo Comunale |
| \| \| \| \| \| Guerzoni 48’ \| Marcatori \| 8’ Barbieri 30’ Vecchi 88’ Agostinelli \| |             |                                        |         |                         |
|                                                                                       |             |                                        |         |                         |
| Guerzoni 48’                                                                          | Marcatori   | 8’ Barbieri 30’ Vecchi 88’ Agostinelli |         |                         |

| Mantova 7 febbraio 1932 17ª giornata            | Mantova   | 1 – 0 | Mestrina | Stadio Settimio Leoni |
| \| \| \| \| \| Lazzarini 80’ \| Marcatori \| \| |           |       |          |                       |
|                                                 |           |       |          |                       |
| Lazzarini 80’                                   | Marcatori |       |          |                       |

| Schio 21 febbraio 1932 18ª giornata                                                  | Schio     | 3 – 4                                              | Mantova | Campo Sportivo Comunale |
| \| \| \| \| \| \| Marcatori \| 3’ Moretti 10’ Vecchi 32’, 33’ Giorgio Agostinelli \| |           |                                                    |         |                         |
|                                                                                      |           |                                                    |         |                         |
| Gol · Gol · Gol                                                                      | Marcatori | 3’ Moretti 10’ Vecchi 32’, 33’ Giorgio Agostinelli |         |                         |

| 28 febbraio 1932 19ª giornata |  | – Riposo |  |  |

| Arbitro: | Bettucchi (Bologna) |

|                                         |           |               |
| Lazzarini 3’ Agostinelli 78’ Vecchi 83’ | Marcatori | 80’ Fallavena |

| Arbitro: | Zorini Omodei (Milano) |

|                                        |           |                   |
| Paroni 2’ Barbieri 50’ Romani 77’, 84’ | Marcatori | 36’ Eligio Vecchi |

| 27 marzo 1932 22ª giornata | Lonigo | – n.d. | Mantova |  |

| 3 aprile 1932 23ª giornata | Dolo | – n.d. | Mantova |  |

| Mantova 17 aprile 1932 24ª giornata                                     | Mantova   | 2 – 1      | Fiumana | Stadio Settimio Leoni |
| \| \| \| \| \| Agostinelli 23’ Vecchi 86’ \| Marcatori \| 60’ Serdoz \| |           |            |         |                       |
|                                                                         |           |            |         |                       |
| Agostinelli 23’ Vecchi 86’                                              | Marcatori | 60’ Serdoz |         |                       |

| Thiene 24 aprile 1932 25ª giornata       | Thiene    | 2 – 1  | Mantova |  |
| \| \| \| \| \| \| Marcatori \| Vecchi \| |           |        |         |  |
|                                          |           |        |         |  |
| Gol · Gol                                | Marcatori | Vecchi |         |  |

| Mantova 1º maggio 1932 26ª giornata                                                                              | Mantova   | 4 – 2                    | Treviso | Stadio Settimio Leoni |
| \| \| \| \| \| Barbieri 12’ Vecchi 13’ Agostinelli 43’ Lazzarini 88’ \| Marcatori \| 24’ Moretto 70’ Marcuzzo \| |           |                          |         |                       |
| |           |                          |         |                       |
| Barbieri 12’ Vecchi 13’ Agostinelli 43’ Lazzarini 88’                                                            | Marcatori | 24’ Moretto 70’ Marcuzzo |         |                       |

| Mantova 5 maggio 1932 27ª giornata                                                  | Mantova   | 3 – 1        | Grion Pola | Stadio Settimio Leoni |
| \| \| \| \| \| Vallari 20’ Vecchi 23’ Lazzarini 83’ \| Marcatori \| 35’ Curto II \| |           |              |            |                       |
|                                                                                     |           |              |            |                       |
| Vallari 20’ Vecchi 23’ Lazzarini 83’                                                | Marcatori | 35’ Curto II |            |                       |

| Trieste 8 maggio 1932 28ª giornata      | Ponziana  | 7 – 0 | Mantova | Campo San Giovanni |
| \| \| \| \| \| \| Marcatori \| \|       |           |       |         |                    |
|                                         |           |       |         |                    |
| Gol · Gol · Gol · Gol · Gol · Gol · Gol | Marcatori |       |         |                    |

| Mantova 15 maggio 1932 29ª giornata                                                                  | Mantova   | 5 – 2        | Pro Gorizia | Stadio Settimio Leoni |
| \| \| \| \| \| Vecchi 18’ Vallari 23’, 53’ (86) Lazzarini 61’ (rig.) \| Marcatori \| 62’ Colaussi \| |           |              |             |                       |
| |           |              |             |                       |
| Vecchi 18’ Vallari 23’, 53’ (86) Lazzarini 61’ (rig.)                                                | Marcatori | 62’ Colaussi |             |                       |

| Vicenza 22 maggio 1932 30ª giornata       | Vicenza   | 0 – 1   | Mantova | Stadio Comunale |
| \| \| \| \| \| \| Marcatori \| Vallari \| |           |         |         |                 |
|                                           |           |         |         |                 |
|                                           | Marcatori | Vallari |         |                 |

## Statistiche

### Statistiche di squadra
| Competizione    | Punti | In casa | In casa | In casa | In casa | In casa | In casa | In trasferta | In trasferta | In trasferta | In trasferta | In trasferta | In trasferta | Totale | Totale | Totale | Totale | Totale | Totale | DR  |
| Competizione    | Punti | G       | V       | N       | P       | Gf      | Gs      | G            | V            | N            | P            | Gf           | Gs           | G      | V      | N      | P      | Gf     | Gs     | DR  |
| --------------- | ----- | ------- | ------- | ------- | ------- | ------- | ------- | ------------ | ------------ | ------------ | ------------ | ------------ | ------------ | ------ | ------ | ------ | ------ | ------ | ------ | --- |
| Prima Divisione | 31    | 12      | 11      | 0       | 1       | 36      | 12      | 12           | 4            | 1            | 7            | 14           | 26           | 24     | 15     | 1      | 8      | 50     | 38     | +12 |